# Apechthis rufata
Apechthis rufata là một loài tò vò trong họ Ichneumonidae.